# قرقر الاسفل

تعديل مصدري - تعديل

قرقر الاسفل هي إحدى قرى عزلة سرار بمديرية سرار التابعة لمحافظة أبين، بلغ تعداد سكانها 36 نسمة حسب تعداد اليمن لعام 2004.